# غونتر أولريش
غونتر أولريش (بالألمانية: Günther Ulrich)‏ هو مبارز بالسيف نمساوي، ولد في 10 مايو 1936 في نوفي يتشين في التشيك.

## وصلات خارجية
- غونتر أولريش على موقع أوليمبيديا (الإنجليزية)